# Аніта Соіна
Аніта Соіна (нар. 2000 року) — кенійська кліматична активістка громади масаї та письменниця.

## Біографія
Аніта Соіна народилася і виросла в Каджіадо Норт, її батько був масаї. Соіна розпочала активістську діяльність у 18 років, і в 2018 році заснувала Spice Warriors, організацію молодих борців за екологію, які виступають за екологічну стійкість і розробляють рішення для захисту навколишнього середовища. Щоб зосередити увагу на кліматичних проблемах, Соіна опублікувала свою першу книгу «Зелена війна» у 2020 році.
Соіна була однією із семи спікерів на онлайн-заході TEDxParklands 8 травня 2021 року.
Соіна закінчила Мультимедійний університет Кенії уНайробі за спеціальністю зі зв'язків з громадськістю та ділових комунікацій. Наприкінці 2021 року вона оголосила, що балотуватиметься на майбутніх парламентських виборах і стане наймолодшою людиною, яка балотується в Кенії.